# 東方基金會會址

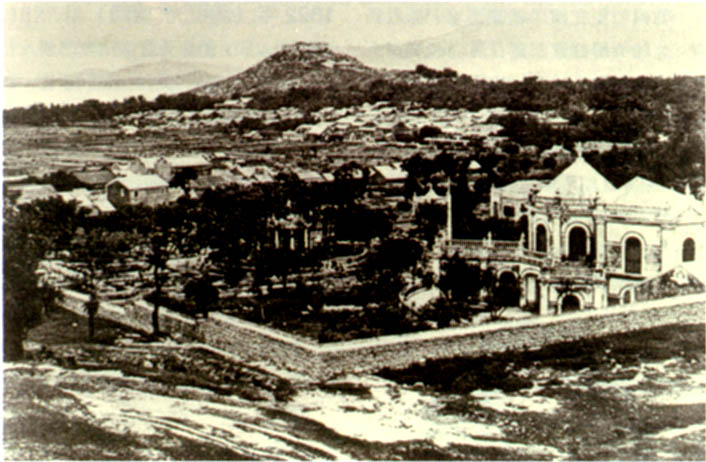
昔日建築

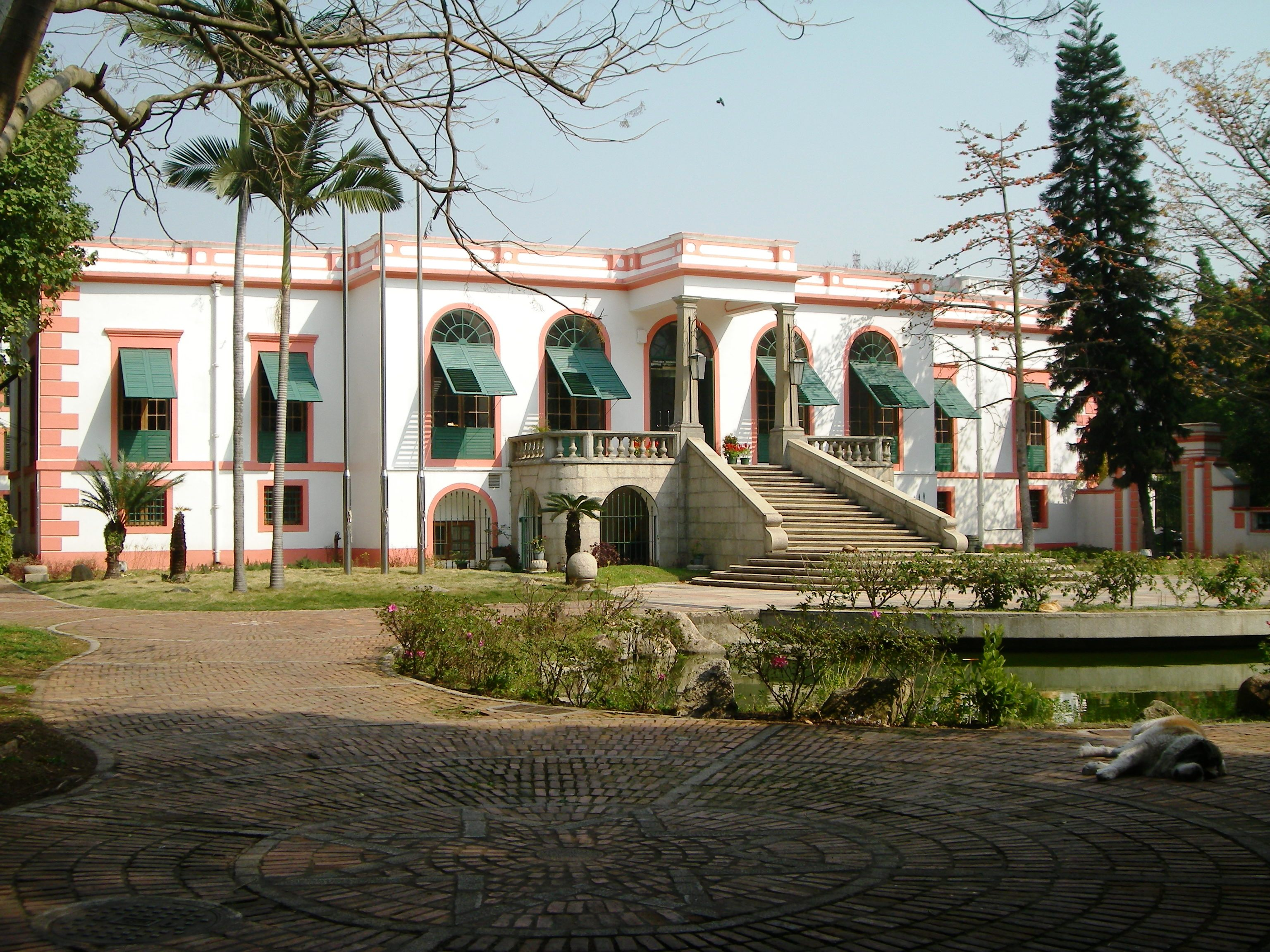
建築物現況

東方基金會會址(Casa Garden)，是澳門的一個建築物，現為澳門歷史城區一部份。
建於1770年代，是澳門富商俾利喇（Manuel Pereira）的別墅。後來租給英國東印度公司，作為該公司駐華商務監督、大班及英國駐中國高級官員的住所。1885年該房屋成為澳葡政府的財產。二十世紀60年代後曾改作賈梅士博物院。1989年，澳葡政府又將該建築出售給東方基金會使用。現為東方基金會澳門辦事處所在地。原有兩層，頂層為颱風所毀。
由於最早的屋主好養鴿子，故周圍稱「白鴿巢」，如白鴿巢公園、白鴿巢前地等。